# Landgericht Metz
Das Landgericht Metz war 1871 bis 1918 eines von sechs deutschen Landgerichten im Reichsland Elsaß-Lothringen mit Sitz in Metz.

## Geschichte

### Reichsland Elsaß-Lothringen
Nach der Annexion Elsass-Lothringens durch das Deutsche Reich 1871 wurde die Gerichtsstruktur mit dem Gesetz, betreffend Abänderung der Gerichtsverfassung vom 14. Juli 1871 und der Ausführungsbestimmung hierzu vom gleichen Tag neu geregelt. Die bestehenden Arrondissementsgericht wurden aufgehoben und Landgerichte als Gerichte zweiter Instanz eingerichtet. Das Landgericht Metz war dem Oberlandesgericht Colmar nachgeordnet.
Der Landgerichtsbezirk umfasste die Bezirke der Arrondissementsgerichte Diedenhofen und Metz mit Ausnahme des Kantons Falkenberg, die deutschen Teile des Arrondissementsgerichtsbezirks Briey sowie aus dem Bezirk des Arrondissementsgerichts Château-Salins die Kantone Château-Salins, Dieuze und Vic.
Am Landgericht Metz wurde ein Schwurgericht eingerichtet, das für die Landgerichtsbezirke Metz und Saargemünd zuständig war.
Zum 1. Oktober 1879 traten die Änderungen des Gerichtsverfassungsgesetzes in Kraft. Die Eingangsgerichte, die in Frankreich die Bezeichnung Friedensgericht getragen hatten, wurden nun einheitlich im Reich zu Amtsgerichten.
Dem Landgericht waren folgende Amtsgerichte nachgeordnet:
| Amtsgericht                | Sitz           | Zahl Richter |
| -------------------------- | -------------- | ------------ |
| Amtsgericht Ars a. M.      | Ars a. M.      | 1            |
| Amtsgericht Bolchen        | Bolchen        | 1            |
| Amtsgericht Busendorf      | Busendorf      | 1            |
| Amtsgericht Château-Salins | Château-Salins | 1            |
| Amtsgericht Delme          | Delme          | 1            |
| Amtsgericht Diedenhofen    | Diedenhofen    | 3            |
| Amtsgericht Dieuze         | Dieuze         | 1            |
| Amtsgericht Metz           | Metz           | 4            |
| Amtsgericht Sierck         | Sierck         | 1            |
| Amtsgericht Vic            | Vic            | 1            |

Später wurden weitere Amtsgerichte gebildet. Dies waren 
| Amtsgericht             | Sitz        | Entstehungsjahr |
| ----------------------- | ----------- | --------------- |
| Amtsgericht Deutsch-Oth | Deutsch-Oth | 1905            |
| Amtsgericht Hayingen    | Hayingen    | 1895            |
| Amtsgericht Mörchingen  | Mörchingen  | 1909            |
| Amtsgericht Rémilly     | Rémilly     | 1891            |
| Amtsgericht Rombach     | Rombach     | 1893            |

Das Gericht hatte 1880 einen Präsidenten, zwei Direktoren und zehn Richter und war für etwa 266.000 Einwohner zuständig.
Mit der Reannexion Elsass-Lothringens durch Frankreich nach dem Ersten Weltkrieg 1918 wurden wieder die französischen Gerichtsbezeichnungen eingeführt.

### Deutsche Besetzung 1940–1944
Nach Eroberung des Elsass und Lothringens im Sommer 1940 wurde eine deutsche Zivilverwaltung im von 1871 bis 1918 deutschen Teil Lothringens, territorial identisch mit dem französischen Département Moselle, unter dem CdZ Josef Bürckel eingerichtet, wobei bei der Gerichtsstruktur im Wesentlichen auf die Strukturen von 1918 zurückgegriffen wurde. Die bisherigen Kantonsgerichte wurden in Amtsgerichte, die bisherigen Gerichte 1. Instanz in Landgerichte umgewandelt. Das Landgericht Metz unterstand oberinstanzlich dem Oberlandesgerichtlichen Senat Metz, der am Landgericht Metz selbst angesiedelt war. Das Landgericht Diedenhofen wurde vom Landgericht Metz abgetrennt und umfasste die Amtsgerichtsbezirke Deutschoth, Diedenhofen, Hayingen/Westmark und Sierck.
Ab 1. November 1941 galten im Elsass und in Lothringen zudem das deutsche Gerichtsverfassungsgesetz und die Zivilprozessordnung.
Die Gebiete, die einem CdZ unterstellt waren, wurden wie Reichsgebiet behandelt, aber nicht annektiert und gehörten deswegen formal nicht zum Reich. Die Westmark, die altes Reichsgebiet und mit dem lothringischen Teil auch französisches Staatsgebiet umfasste, wurde zwar einheitlich verwaltet, zerfiel aber weiterhin formal in das eigentliche Reichsgebiet (Saarland/Land Bayern) und das CdZ-Gebiet Lothringen.
Zum Ende des Jahres 1944 brach die deutsche Besatzung mit dem Vorrücken der Alliierten zusammen. Die alte Gerichtsorganisation wurde wieder hergestellt.